# Гомес, Густаво
Густаво Рауль Гомес Портильо (исп. Gustavo Raúl Gómez Portillo; род. 6 мая 1993[…], Сан-Хуан-Баутиста) — парагвайский футболист, центральный защитник и капитан бразильского клуба «Палмейрас» и сборной Парагвая.

## Клубная карьера
Молодёжную и начал профессиональную карьеру начал в 2011 году клубе «Либертад». Летом 2014 года перешёл в аргентинский «Ланус».
5 августа 2016 года перешёл на правах годичной аренды в «Милан», где вскоре был выкуплен за 8,5 миллионов евро.
С 2018 года выступает за «Палмейрас», сначала на правах аренды, а затем, с 2019 года, имея полноценный контракт. В 2018 году стал чемпионом Бразилии. В 2019 году помог своей команде стать чемпионом штата. В розыгрыше Кубка Либертадорес 2020 сыграл во всех 13 матчах и забил два гола. Парагваец в отсутствие Фелипе Мело в большей части матчей был капитаном команды, которой помог выиграть турнир. В розыгрыше Кубка Либертадорес 2021, который во второй раз подряд выиграл «Палмейрас», Гомес сыграл в 12 матчах и забил один гол.

## Карьера за сборную
Первую вызов в национальную сборную Парагвая получил в августе 2013 года на товарищеский матч против сборной Германии. Дебют же состоялся в матче квалификации на Чемпионат мира 2014 против сборной Боливии, в котором Гомес также отметился забитым голом. Включён в состав сборной на Кубок Америки 2016 в США. В настоящее время Густаво за сборную принял участие в 13 матчах и забил 2 гола.

### Голы за сборную
| №  | Дата            | Место                                                 | Соперник   | Счет | Результат | Турнир                  |
| -- | --------------- | ----------------------------------------------------- | ---------- | ---- | --------- | ----------------------- |
| 1. | 6 сентября 2013 | Дефенсорес дель Чако, Асунсьон, Парагвай              | Боливия    | 4:0  | 4:0       | Квалификация на ЧМ 2014 |
| 2. | 5 марта 2014    | Национальный стадион Коста-Рики, Сан-Хосе, Коста-Рика | Коста-Рика | 1:2  | 1:2       | Товарищеский матч       |
| 3. | 9 июня 2019     | Дефенсорес дель Чако, Асунсьон, Парагвай              | Гватемала  | 1:0  | 2:0       | Товарищеский матч       |
| 4. | 2 июля 2021     | Эстадио Олимпико, Гояния, Бразилия                    | Перу       | 1:0  | 3:3       | КА 2021                 |

## Титулы и достижения

### «Либертад»
- Чемпион Парагвая (2): Кл. 2012, Ап. 2014

### «Ланус»
- Чемпион Аргентины (1): 2016

### «Милан»
- Обладатель Суперкубка Италии (1): 2016

### «Палмейрас»
- Чемпион штата Сан-Паулу (3): 2020, 2022, 2023
- Чемпион Бразилии (2): 2018, 2022
- Чемпион Кубка Бразилии (1): 2020
- Обладатель Кубка Либертадорес (2): 2020, 2021
- Чемпион Рекопы Южной Америки: 2022